# RK Proleter Zrenjanin
Der Rukometni klub Proleter Zrenjanin (deutsch Handballklub Proleter Zrenjanin) ist ein Handballverein aus Zrenjanin in Serbien. Die Männermannschaft spielt in der serbischen Super League.

## Geschichte
Der Verein wurde am 11. Januar 1949 gegründet. In der jugoslawischen Bundesliga erreichte er 1984 und 1989 den zweiten Platz. Im IHF-Pokal 1989/90 unterlag man im Endspiel dem sowjetischen Vertreter SKIF Krasnodar nach einer 13:29-Niederlage und einem 18:15-Heimsieg. Den ersten Titel gewann Proleter im Jahr 1990 unter Trainer Slobodan Mišković. Bei der folgenden Teilnahme am Europapokal der Landesmeister 1990/91 erreichte die Mannschaft von Trainer Momir Rnić die Finalrunde. Nach einem 23:21 zu Hause unterlag man beim FC Barcelona mit 17:20.
Nach dem Auseinanderbrechen Jugoslawiens nahm der Verein ab 1991 an der Meisterschaft der Bundesrepublik Jugoslawien teil. Der Gewinn der ersten Austragung 1992 ist bis heute der letzte Titel des Vereins. Zuletzt spielte Proleter international im EHF-Pokal 2007/08 und im EHF Challenge Cup 2008/09.
Der Verein trug zeitweise aus Sponsoringgründen die Namen Proleter Naftagas und Proleter Agroživ.

## Bekannte Persönlichkeiten
- Željko Đurđić
- Dragan Vrgović
- Nikola Adžić
- Goran Arsenić
- Stevo Nikočević
- Zoran Tomić
- Saša Babić
- Rastko Stefanović
- Jovan Slavković
- Dragan Kukić
- Vladan Vidić
- Zlatko Čaušević
- Blažo Lisičić
- Željko Bjelica
- Momir Rnić Sr. (Spieler und Trainer)
- Momir Rnić Jr.
- Uroš Vilovski
- Šandor Hodik
- Slaviša Đukanović
- Uroš Elezović
- Dane Šijan
- Jovica Elezović
- Ermin Velić
- Slobodan Mišković (Trainer)
- Goran Aleksić
- Damir Radončić
- Vladimir Stanojević